# Fürstentum Grubenhagen
Das Fürstentum Grubenhagen war ein im Jahre 1291 entstandenes Teilfürstentum des Herzogtums Braunschweig-Lüneburg auf dem Gebiet des heutigen deutschen Landes Niedersachsen. Herrschende Dynastie war das Geschlecht der Welfen.

## Territorium
Das in zwei voneinander getrennte Teile gegliederte Herrschaftsgebiet lag einerseits zwischen dem Nordwestrand des Sollings und der Leine bei Salzderhelden sowie andererseits im südlichen Oberharz und dem südwestlichen Harzvorland nördlich des Eichsfeldes, wobei zeitweilig auch das Untere Eichsfeld dazugehörte. Es umfasste Einbeck mit dem Stift Sankt Alexandri, die Heldenburg, die Burg Grubenhagen, Osterode am Harz, Clausthal, Duderstadt (1366 an Mainz) und Herzberg am Harz mit dem Schloss Herzberg.

## Geschichte

### Mittelalter
Nach einer Erbteilung zwischen den Söhnen von Albrecht I., Herzog zu Braunschweig-Lüneburg, im Jahr 1291 erhielt Heinrich der Wunderliche das neu gegründete Fürstentum Grubenhagen. Benannt ist das Fürstentum Grubenhagen nach der gleichnamigen Burg, deren Ruine sich bei Rotenkirchen südlich von Einbeck befindet. Der Name Grubenhagen entstand erst um 1617, der vorherige Name des Fürstentums ist unbekannt. Die Burg Grubenhagen, die dem Fürstentum den Namen gab, war keine Residenz. Sie erscheint als „Haus“ der Herzöge erst im frühen 15. Jahrhundert. Vielmehr residierte man in der Heldenburg. Die Grubenhagener Welfen nannten sich wegen Erbstreitigkeiten zunächst nur „Herzöge von Braunschweig“. Der bei den übrigen Welfenlinien übliche Zusatz „und Lüneburg“ als Namensbestandteil wurde dieser Linie erst im 16. Jahrhundert zugesprochen.
Heinrichs Nachkommen, er hatte acht Söhne und acht Töchter, mussten alle standesgemäß versorgt werden. Schon Heinrichs ältester Sohn, Heinrich von Griechenland, hatte nicht mehr die ungeteilte Herrschaft inne, was ihm, der ebenfalls mindestens elf Nachkommen hatte, größere Probleme bei deren standesgemäßer Versorgung einbrachte. Sie zog es, wie viele andere heimatlose Adelssöhne in jener Zeit auch, in die Ferne. Sein Sohn Otto, genannt „der Tarentiner“, verdingte sich erfolgreich als Condottiere in Italien und wurde schließlich Fürst von Tarent.
Insgesamt hatte die Grubenhagener Linie der Welfen zwischen 1291 und 1596 in über acht Generationen 68 Angehörige. Sechs der insgesamt 40 männlichen Nachkommen Heinrichs des Wunderlichen starben früh, zwölf wurden Geistliche, sechs weitere gingen ins Ausland oder verdingten sich für fremde Herren. Die übrigen 16 teilten sich – teils nachfolgend, teils gleichzeitig – die Herrschaft des Fürstentums Grubenhagen. Sie verzweigten sich in mehrere Linien und das ohnehin schon kleine Grubenhagener Territorium wurde fortwährend in immer kleinere Fürstentümer aufgeteilt (Osterode, Herzberg, Salzderhelden, Einbeck). Dadurch verloren die Grubenhagener Fürsten zusehends an Bedeutung und gerieten gegenüber ihren welfischen Vettern in Wolfenbüttel und Lüneburg ins Hintertreffen.

### Frühe Neuzeit
Philipp I., zunächst Fürst im östlich gelegenen Teil um Osterode und Herzberg, erbte 1526 nach dem kinderlosen Tod seines Vetters Heinrich IV. auch den westlichen Landesteil um Einbeck und vereinigte das Fürstentum Grubenhagen wieder unter einem Regenten. Testamentarisch schloss er jede zukünftige Landesteilung aus. Im Jahre 1532 führte Philipp, der zu den frühesten Anhängern Martin Luthers unter den deutschen Fürsten gehörte, schließlich in seinem Herrschaftsbereich die lutherische Reformation ein und säkularisierte Stifte und Klöster. Der Fürst trat dem Schmalkaldischen Bund bei und stand während des Schmalkaldischen Krieges auf Seiten der Gegner Kaiser Karls V.
Philipps Sohn und Nachfolger Ernsts III. wurde 1566 durch Kaiser Maximilian II. in die Gesamtbelehnung des Herzogtums Braunschweig-Lüneburg mitaufgenommen. Seitdem führten auch die Grubenhagener Welfen wie ihre Calenberger, Lüneburger und Wolfenbütteler Vettern den Titel „Herzog zu Braunschweig und Lüneburg“. Wolfgang, Nachfolger seines Bruders Ernst, bemühte sich um die Steigerung der Effizienz des Harzer Bergbaus und berief Bergleute aus dem Erzgebirge in sein Fürstentum. Während Wolfgangs Bemühungen um eine Wiedereinlösung des verpfändeten Untereichsfeldes scheiterten, konnte er 1571 nach dem Aussterben der Edelherren von Plesse den Heimfall des von Grubenhagen lehnrührigen Amtes Radolfshausen durchsetzen. 1593 zog er die Grafschaft Lauterberg-Scharzfeld aus dem Erbe der im Mannesstamm erloschenen Grafen von Hohnstein als erledigtes Lehen ein.
Mit dem Tode Philipps II., des jüngsten Sohnes Philipps I., im Jahre 1596 starb die Linie Grubenhagen aus. Das Fürstentum Grubenhagen wurde daraufhin von Herzog Heinrich Julius aus Wolfenbüttel besetzt. Die Lüneburger Linie der Welfen protestierte gegen den Anschluss an Wolfenbüttel und bekam 1617 vor dem Reichskammergericht Recht. Der Sohn von Heinrich Julius, Herzog Friedrich Ulrich, musste das Grubenhagener Erbe an Christian den Älteren, Fürst von Lüneburg, übertragen. 
Die Söhne Wilhelms des Jüngeren, die Herzöge Christian der Ältere, August der Ältere und Georg sollten das mit Lüneburg verbundene Fürstentum Grubenhagen ihrem Alter nach übernehmen. Um aber die unter den Welfen üblichen Erb- und Landesteilungen zu vermeiden, sollte nur einer von ihnen standesgemäß heiraten dürfen. Das Los fiel dabei auf Herzog Georg, der das Schloss Herzberg als Residenz erhielt und noch im gleichen Jahr Anna Eleonore von Hessen-Darmstadt ehelichte. 

### Dreißigjähriger Krieg
Im Niedersächsisch-Dänischen Krieg (1625–1629) stand Herzog Georg auf der Seite des Kaisers, während Herzog Friedrich Ulrich, der die Fürstentümer Wolfenbüttel, Calenberg und Göttingen regierte, zunächst Partei für den mit ihm verwandten dänischen König Christian IV. nahm. Das Fürstentum Grubenhagen wurde mehrfach von Heeren durchquert und in die Kriegsereignisse hineingezogen. Die grubenhagische Katlenburg wurde am 21. April 1626 durch einen Ausfall der belagerten Northeimer und verbündeter Dänen zerstört und geplündert. Im Gegenzug ließ Georg nach der Niederlage der Northeimer gegen Graf Tilly ein Jahr später das Dorf Hammenstedt besetzen, mit dem Northeim belehnt war. 1630 wechselte Georg aus Unmut über das kaiserliche Restitutionsedikt, das auch ehemalige Klöster und Stifte auf grubenhagischem Gebiet betraf, ins Lager der Schweden unter König Gustav II. Adolf. Im weiteren Verlauf des Dreißigjährigen Krieges wurden unter anderem Salzderhelden (1625, 1633), Einbeck (1632, 1641) und Osterode besetzt, geplündert und teilweise zerstört, Lauterberg (1641) vollständig niedergebrannt. Die Burg Radolfshausen brannte 1644 nieder.

### Vereinigung mit Calenberg
Herzog Georg beerbte Friedrich Ulrich nach dessen Tod und amtierte seit 1635 auch als Fürst von Calenberg und Göttingen, mit denen Grubenhagen fortan stets gemeinsam regiert wurde. Auf Georg folgten seine Söhne Christian Ludwig und Georg Wilhelm. Mit dem Regierungsantritt des dritten Sohns Johann Friedrich 1665 gingen die Fürstentümer Göttingen und Grubenhagen endgültig im Fürstentum Calenberg auf und hörten faktisch auf, als eigenständige Teile des Herzogtums Braunschweig-Lüneburg zu bestehen.

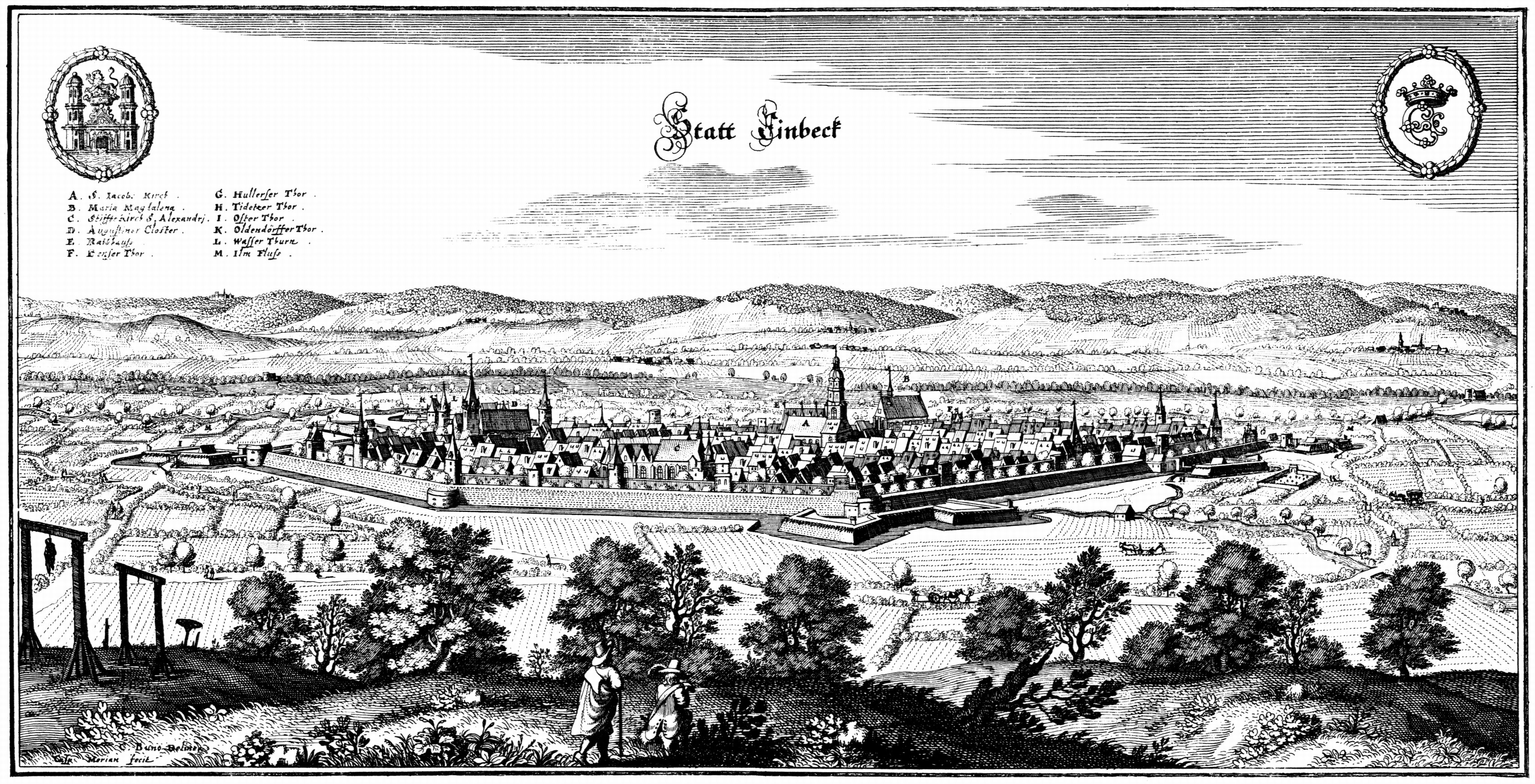
Einbeck 1654
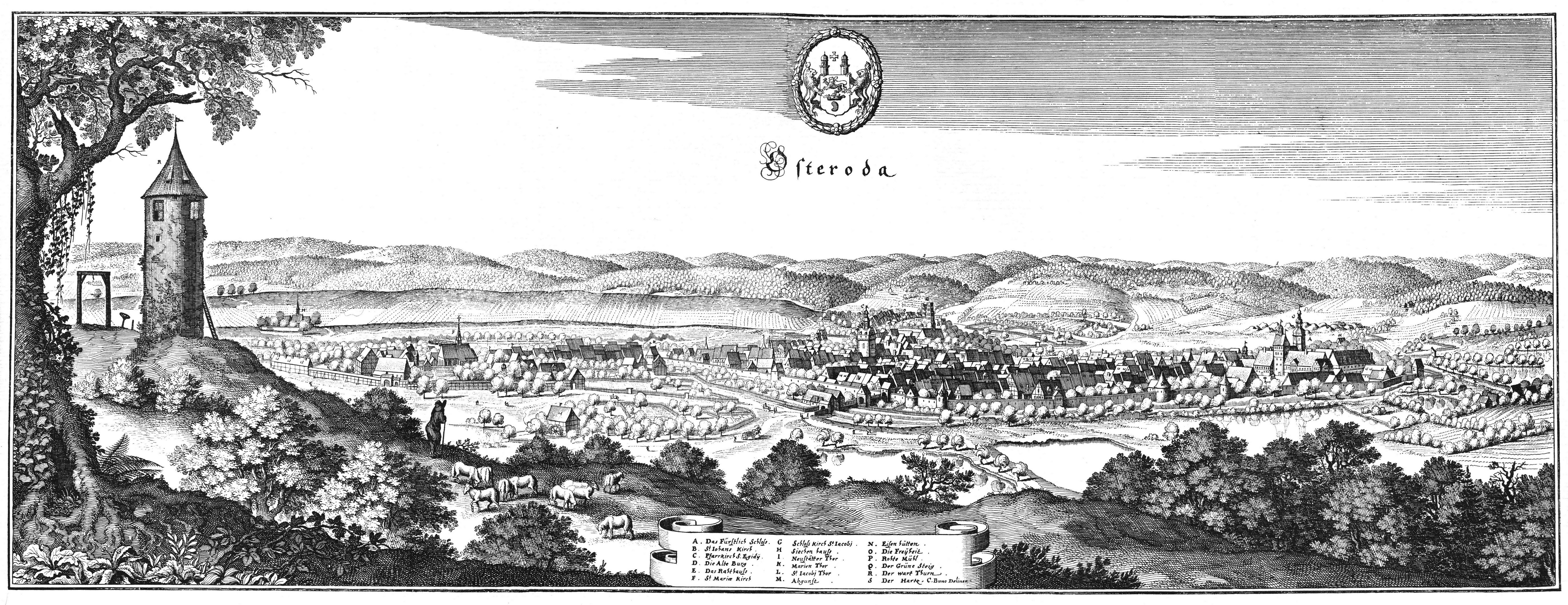
Osterode am Harz um 1654
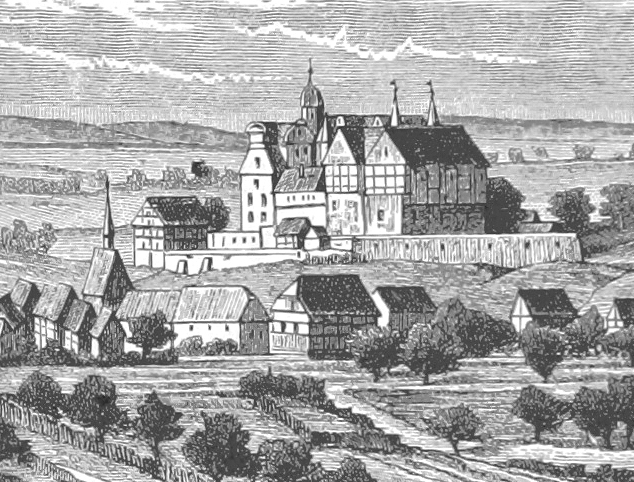
Die Heldenburg in Salzderhelden um 1654
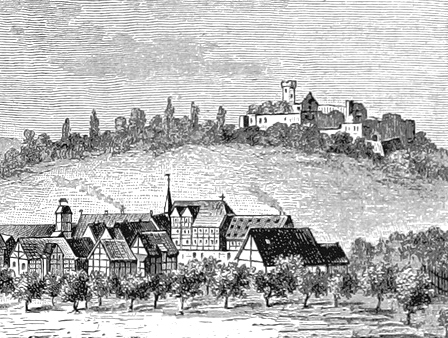
Die Burg Grubenhagen um 1654
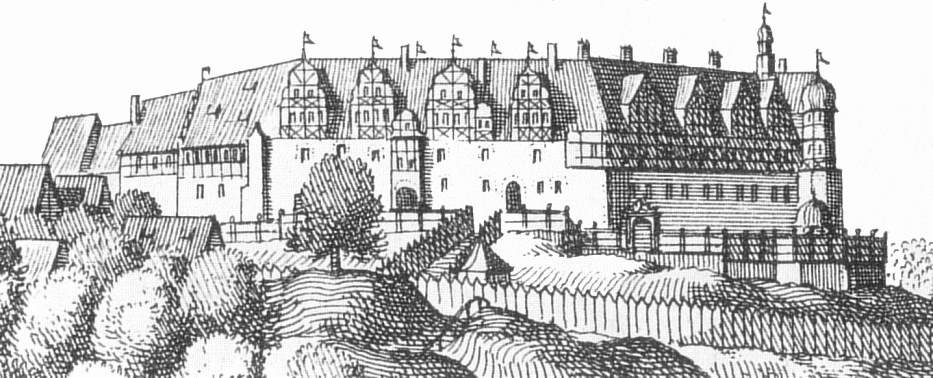
Schloss Herzberg 1654

## Stammbaum der regierenden Herzöge des Fürstentums Grubenhagen
|                                                                      |                                                                      |                                                                      |                                                                      |                                                                      |                                                                      |  |  |                                                            |                                                            |                                                            |                                                            | Heinrich der Wunderliche * 1267, † 1322 regierte 1291–1322 |                                                            |                                                 |                                                 |                                                                                               |                                                                                               |                                                                                               |                                                                                               |                                                                                               |                                                                                               |                                                             |                                                             |                                                                          |                                                                          |                                                                          |                                                                          |                                                                          |                                                                          |  |  |  |  |  |  |  |  |  |  |  |  |  |  |  |  |  |  |  |  |  |  |  |  |
|                                                                      |                                                                      |                                                                      |                                                                      |                                                                      |                                                                      |  |  |                                                            |                                                            |                                                            |                                                            |                                                            |                                                            |                                                 |                                                 |                                                                                               |                                                                                               |                                                                                               |                                                                                               |                                                                                               |                                                                                               |                                                             |                                                             |                                                                          |                                                                          |                                                                          |                                                                          |                                                                          |                                                                          |  |  |  |  |  |  |  |  |  |  |  |  |  |  |  |  |  |  |  |  |  |  |  |  |
|                                                                      |                                                                      |                                                                      |                                                                      |                                                                      |                                                                      |  |  |                                                            |                                                            |                                                            |                                                            |                                                            |                                                            |                                                 |                                                 |                                                                                               |                                                                                               |                                                                                               |                                                                                               |                                                                                               |                                                                                               |                                                             |                                                             |                                                                          |                                                                          |                                                                          |                                                                          |                                                                          |                                                                          |  |  |  |  |  |  |  |  |  |  |  |  |  |  |  |  |  |  |  |  |  |  |  |  |
| Heinrich von Griechenland * um 1289, † 1351 regierte 1311, 1322–1351 | Heinrich von Griechenland * um 1289, † 1351 regierte 1311, 1322–1351 | Heinrich von Griechenland * um 1289, † 1351 regierte 1311, 1322–1351 | Heinrich von Griechenland * um 1289, † 1351 regierte 1311, 1322–1351 | Heinrich von Griechenland * um 1289, † 1351 regierte 1311, 1322–1351 | Heinrich von Griechenland * um 1289, † 1351 regierte 1311, 1322–1351 |  |  | Ernst I. * um 1297, † 1361 regierte 1322–1361              | Ernst I. * um 1297, † 1361 regierte 1322–1361              | Ernst I. * um 1297, † 1361 regierte 1322–1361              | Ernst I. * um 1297, † 1361 regierte 1322–1361              | Ernst I. * um 1297, † 1361 regierte 1322–1361              | Ernst I. * um 1297, † 1361 regierte 1322–1361              |                                                 |                                                 | Wilhelm I. * um 1298, † 1360 regierte 1322–1360                                               | Wilhelm I. * um 1298, † 1360 regierte 1322–1360                                               | Wilhelm I. * um 1298, † 1360 regierte 1322–1360                                               | Wilhelm I. * um 1298, † 1360 regierte 1322–1360                                               | Wilhelm I. * um 1298, † 1360 regierte 1322–1360                                               | Wilhelm I. * um 1298, † 1360 regierte 1322–1360                                               |                                                             |                                                             | Johann (Geistlicher) * um 1300, † 1367 Mitregent 1322–1325               | Johann (Geistlicher) * um 1300, † 1367 Mitregent 1322–1325               | Johann (Geistlicher) * um 1300, † 1367 Mitregent 1322–1325               | Johann (Geistlicher) * um 1300, † 1367 Mitregent 1322–1325               | Johann (Geistlicher) * um 1300, † 1367 Mitregent 1322–1325               | Johann (Geistlicher) * um 1300, † 1367 Mitregent 1322–1325               |  |  |  |  |  |  |  |  |  |  |  |  |  |  |  |  |  |  |  |  |  |  |  |  |
| Heinrich von Griechenland * um 1289, † 1351 regierte 1311, 1322–1351 | Heinrich von Griechenland * um 1289, † 1351 regierte 1311, 1322–1351 | Heinrich von Griechenland * um 1289, † 1351 regierte 1311, 1322–1351 | Heinrich von Griechenland * um 1289, † 1351 regierte 1311, 1322–1351 | Heinrich von Griechenland * um 1289, † 1351 regierte 1311, 1322–1351 | Heinrich von Griechenland * um 1289, † 1351 regierte 1311, 1322–1351 |  |  | Ernst I. * um 1297, † 1361 regierte 1322–1361              | Ernst I. * um 1297, † 1361 regierte 1322–1361              | Ernst I. * um 1297, † 1361 regierte 1322–1361              | Ernst I. * um 1297, † 1361 regierte 1322–1361              | Ernst I. * um 1297, † 1361 regierte 1322–1361              | Ernst I. * um 1297, † 1361 regierte 1322–1361              |                                                 |                                                 | Wilhelm I. * um 1298, † 1360 regierte 1322–1360                                               | Wilhelm I. * um 1298, † 1360 regierte 1322–1360                                               | Wilhelm I. * um 1298, † 1360 regierte 1322–1360                                               | Wilhelm I. * um 1298, † 1360 regierte 1322–1360                                               | Wilhelm I. * um 1298, † 1360 regierte 1322–1360                                               | Wilhelm I. * um 1298, † 1360 regierte 1322–1360                                               |                                                             |                                                             | Johann (Geistlicher) * um 1300, † 1367 Mitregent 1322–1325               | Johann (Geistlicher) * um 1300, † 1367 Mitregent 1322–1325               | Johann (Geistlicher) * um 1300, † 1367 Mitregent 1322–1325               | Johann (Geistlicher) * um 1300, † 1367 Mitregent 1322–1325               | Johann (Geistlicher) * um 1300, † 1367 Mitregent 1322–1325               | Johann (Geistlicher) * um 1300, † 1367 Mitregent 1322–1325               |  |  |  |  |  |  |  |  |  |  |  |  |  |  |  |  |  |  |  |  |  |  |  |  |
|                                                                      |                                                                      |                                                                      |                                                                      |                                                                      |                                                                      |  |  |                                                            |                                                            |                                                            |                                                            |                                                            |                                                            |                                                 |                                                 |                                                                                               |                                                                                               |                                                                                               |                                                                                               |                                                                                               |                                                                                               |                                                             |                                                             |                                                                          |                                                                          |                                                                          |                                                                          |                                                                          |                                                                          |  |  |  |  |  |  |  |  |  |  |  |  |  |  |  |  |  |  |  |  |  |  |  |  |
| Albrecht I. * um 1339, † 1383 regierte 1361–1383                     | Albrecht I. * um 1339, † 1383 regierte 1361–1383                     | Albrecht I. * um 1339, † 1383 regierte 1361–1383                     | Albrecht I. * um 1339, † 1383 regierte 1361–1383                     | Albrecht I. * um 1339, † 1383 regierte 1361–1383                     | Albrecht I. * um 1339, † 1383 regierte 1361–1383                     |  |  | Johann (Geistlicher) * um 1340, † 1401 Mitregent 1361–1364 | Johann (Geistlicher) * um 1340, † 1401 Mitregent 1361–1364 | Johann (Geistlicher) * um 1340, † 1401 Mitregent 1361–1364 | Johann (Geistlicher) * um 1340, † 1401 Mitregent 1361–1364 | Johann (Geistlicher) * um 1340, † 1401 Mitregent 1361–1364 | Johann (Geistlicher) * um 1340, † 1401 Mitregent 1361–1364 |                                                 |                                                 | Ernst (Abt) * um 1346, † um 1401 1383 Ansprüche auf Mitregentschaft 1384 Unterhaltsleistungen | Ernst (Abt) * um 1346, † um 1401 1383 Ansprüche auf Mitregentschaft 1384 Unterhaltsleistungen | Ernst (Abt) * um 1346, † um 1401 1383 Ansprüche auf Mitregentschaft 1384 Unterhaltsleistungen | Ernst (Abt) * um 1346, † um 1401 1383 Ansprüche auf Mitregentschaft 1384 Unterhaltsleistungen | Ernst (Abt) * um 1346, † um 1401 1383 Ansprüche auf Mitregentschaft 1384 Unterhaltsleistungen | Ernst (Abt) * um 1346, † um 1401 1383 Ansprüche auf Mitregentschaft 1384 Unterhaltsleistungen |                                                             |                                                             | Friedrich * um 1350, † 1421 Vormund 1383–1398 Senior 1402–1421           | Friedrich * um 1350, † 1421 Vormund 1383–1398 Senior 1402–1421           | Friedrich * um 1350, † 1421 Vormund 1383–1398 Senior 1402–1421           | Friedrich * um 1350, † 1421 Vormund 1383–1398 Senior 1402–1421           | Friedrich * um 1350, † 1421 Vormund 1383–1398 Senior 1402–1421           | Friedrich * um 1350, † 1421 Vormund 1383–1398 Senior 1402–1421           |  |  |  |  |  |  |  |  |  |  |  |  |  |  |  |  |  |  |  |  |  |  |  |  |
| Albrecht I. * um 1339, † 1383 regierte 1361–1383                     | Albrecht I. * um 1339, † 1383 regierte 1361–1383                     | Albrecht I. * um 1339, † 1383 regierte 1361–1383                     | Albrecht I. * um 1339, † 1383 regierte 1361–1383                     | Albrecht I. * um 1339, † 1383 regierte 1361–1383                     | Albrecht I. * um 1339, † 1383 regierte 1361–1383                     |  |  | Johann (Geistlicher) * um 1340, † 1401 Mitregent 1361–1364 | Johann (Geistlicher) * um 1340, † 1401 Mitregent 1361–1364 | Johann (Geistlicher) * um 1340, † 1401 Mitregent 1361–1364 | Johann (Geistlicher) * um 1340, † 1401 Mitregent 1361–1364 | Johann (Geistlicher) * um 1340, † 1401 Mitregent 1361–1364 | Johann (Geistlicher) * um 1340, † 1401 Mitregent 1361–1364 |                                                 |                                                 | Ernst (Abt) * um 1346, † um 1401 1383 Ansprüche auf Mitregentschaft 1384 Unterhaltsleistungen | Ernst (Abt) * um 1346, † um 1401 1383 Ansprüche auf Mitregentschaft 1384 Unterhaltsleistungen | Ernst (Abt) * um 1346, † um 1401 1383 Ansprüche auf Mitregentschaft 1384 Unterhaltsleistungen | Ernst (Abt) * um 1346, † um 1401 1383 Ansprüche auf Mitregentschaft 1384 Unterhaltsleistungen | Ernst (Abt) * um 1346, † um 1401 1383 Ansprüche auf Mitregentschaft 1384 Unterhaltsleistungen | Ernst (Abt) * um 1346, † um 1401 1383 Ansprüche auf Mitregentschaft 1384 Unterhaltsleistungen |                                                             |                                                             | Friedrich * um 1350, † 1421 Vormund 1383–1398 Senior 1402–1421           | Friedrich * um 1350, † 1421 Vormund 1383–1398 Senior 1402–1421           | Friedrich * um 1350, † 1421 Vormund 1383–1398 Senior 1402–1421           | Friedrich * um 1350, † 1421 Vormund 1383–1398 Senior 1402–1421           | Friedrich * um 1350, † 1421 Vormund 1383–1398 Senior 1402–1421           | Friedrich * um 1350, † 1421 Vormund 1383–1398 Senior 1402–1421           |  |  |  |  |  |  |  |  |  |  |  |  |  |  |  |  |  |  |  |  |  |  |  |  |
| Erich * um 1383, † 1427 regierte 1398–1427                           | Erich * um 1383, † 1427 regierte 1398–1427                           | Erich * um 1383, † 1427 regierte 1398–1427                           | Erich * um 1383, † 1427 regierte 1398–1427                           | Erich * um 1383, † 1427 regierte 1398–1427                           | Erich * um 1383, † 1427 regierte 1398–1427                           |  |  |                                                            |                                                            |                                                            |                                                            |                                                            |                                                            |                                                 |                                                 |                                                                                               |                                                                                               |                                                                                               |                                                                                               |                                                                                               |                                                                                               |                                                             |                                                             | Otto * um 1396, † 1452 Mitregent 1404–1421 Vormund 1427–1437             | Otto * um 1396, † 1452 Mitregent 1404–1421 Vormund 1427–1437             | Otto * um 1396, † 1452 Mitregent 1404–1421 Vormund 1427–1437             | Otto * um 1396, † 1452 Mitregent 1404–1421 Vormund 1427–1437             | Otto * um 1396, † 1452 Mitregent 1404–1421 Vormund 1427–1437             | Otto * um 1396, † 1452 Mitregent 1404–1421 Vormund 1427–1437             |  |  |  |  |  |  |  |  |  |  |  |  |  |  |  |  |  |  |  |  |  |  |  |  |
| Erich * um 1383, † 1427 regierte 1398–1427                           | Erich * um 1383, † 1427 regierte 1398–1427                           | Erich * um 1383, † 1427 regierte 1398–1427                           | Erich * um 1383, † 1427 regierte 1398–1427                           | Erich * um 1383, † 1427 regierte 1398–1427                           | Erich * um 1383, † 1427 regierte 1398–1427                           |  |  |                                                            |                                                            |                                                            |                                                            |                                                            |                                                            |                                                 |                                                 |                                                                                               |                                                                                               |                                                                                               |                                                                                               |                                                                                               |                                                                                               |                                                             |                                                             | Otto * um 1396, † 1452 Mitregent 1404–1421 Vormund 1427–1437             | Otto * um 1396, † 1452 Mitregent 1404–1421 Vormund 1427–1437             | Otto * um 1396, † 1452 Mitregent 1404–1421 Vormund 1427–1437             | Otto * um 1396, † 1452 Mitregent 1404–1421 Vormund 1427–1437             | Otto * um 1396, † 1452 Mitregent 1404–1421 Vormund 1427–1437             | Otto * um 1396, † 1452 Mitregent 1404–1421 Vormund 1427–1437             |  |  |  |  |  |  |  |  |  |  |  |  |  |  |  |  |  |  |  |  |  |  |  |  |
|                                                                      |                                                                      |                                                                      |                                                                      |                                                                      |                                                                      |  |  |                                                            |                                                            |                                                            |                                                            |                                                            |                                                            |                                                 |                                                 |                                                                                               |                                                                                               |                                                                                               |                                                                                               |                                                                                               |                                                                                               |                                                             |                                                             |                                                                          |                                                                          |                                                                          |                                                                          |                                                                          |                                                                          |  |  |  |  |  |  |  |  |  |  |  |  |  |  |  |  |  |  |  |  |  |  |  |  |
| Heinrich III. * um 1416, † 1464 regierte 1437–1464                   | Heinrich III. * um 1416, † 1464 regierte 1437–1464                   | Heinrich III. * um 1416, † 1464 regierte 1437–1464                   | Heinrich III. * um 1416, † 1464 regierte 1437–1464                   | Heinrich III. * um 1416, † 1464 regierte 1437–1464                   | Heinrich III. * um 1416, † 1464 regierte 1437–1464                   |  |  | Ernst * um 1418, † 1466 Mitregent 1441 später Geistlicher  | Ernst * um 1418, † 1466 Mitregent 1441 später Geistlicher  | Ernst * um 1418, † 1466 Mitregent 1441 später Geistlicher  | Ernst * um 1418, † 1466 Mitregent 1441 später Geistlicher  | Ernst * um 1418, † 1466 Mitregent 1441 später Geistlicher  | Ernst * um 1418, † 1466 Mitregent 1441 später Geistlicher  |                                                 |                                                 | Albrecht (II.) * um 1419, † 1485 Mitregent ab 1441                                            | Albrecht (II.) * um 1419, † 1485 Mitregent ab 1441                                            | Albrecht (II.) * um 1419, † 1485 Mitregent ab 1441                                            | Albrecht (II.) * um 1419, † 1485 Mitregent ab 1441                                            | Albrecht (II.) * um 1419, † 1485 Mitregent ab 1441                                            | Albrecht (II.) * um 1419, † 1485 Mitregent ab 1441                                            |                                                             |                                                             |                                                                          |                                                                          |                                                                          |                                                                          |                                                                          |                                                                          |  |  |  |  |  |  |  |  |  |  |  |  |  |  |  |  |  |  |  |  |  |  |  |  |
| Heinrich III. * um 1416, † 1464 regierte 1437–1464                   | Heinrich III. * um 1416, † 1464 regierte 1437–1464                   | Heinrich III. * um 1416, † 1464 regierte 1437–1464                   | Heinrich III. * um 1416, † 1464 regierte 1437–1464                   | Heinrich III. * um 1416, † 1464 regierte 1437–1464                   | Heinrich III. * um 1416, † 1464 regierte 1437–1464                   |  |  | Ernst * um 1418, † 1466 Mitregent 1441 später Geistlicher  | Ernst * um 1418, † 1466 Mitregent 1441 später Geistlicher  | Ernst * um 1418, † 1466 Mitregent 1441 später Geistlicher  | Ernst * um 1418, † 1466 Mitregent 1441 später Geistlicher  | Ernst * um 1418, † 1466 Mitregent 1441 später Geistlicher  | Ernst * um 1418, † 1466 Mitregent 1441 später Geistlicher  |                                                 |                                                 | Albrecht (II.) * um 1419, † 1485 Mitregent ab 1441                                            | Albrecht (II.) * um 1419, † 1485 Mitregent ab 1441                                            | Albrecht (II.) * um 1419, † 1485 Mitregent ab 1441                                            | Albrecht (II.) * um 1419, † 1485 Mitregent ab 1441                                            | Albrecht (II.) * um 1419, † 1485 Mitregent ab 1441                                            | Albrecht (II.) * um 1419, † 1485 Mitregent ab 1441                                            |                                                             |                                                             |                                                                          |                                                                          |                                                                          |                                                                          |                                                                          |                                                                          |  |  |  |  |  |  |  |  |  |  |  |  |  |  |  |  |  |  |  |  |  |  |  |  |
|                                                                      |                                                                      |                                                                      |                                                                      |                                                                      |                                                                      |  |  |                                                            |                                                            |                                                            |                                                            |                                                            |                                                            |                                                 |                                                 |                                                                                               |                                                                                               |                                                                                               |                                                                                               |                                                                                               |                                                                                               |                                                             |                                                             |                                                                          |                                                                          |                                                                          |                                                                          |                                                                          |                                                                          |  |  |  |  |  |  |  |  |  |  |  |  |  |  |  |  |  |  |  |  |  |  |  |  |
| Heinrich IV. * um 1460, † 1526 regierte 1478–1526                    | Heinrich IV. * um 1460, † 1526 regierte 1478–1526                    | Heinrich IV. * um 1460, † 1526 regierte 1478–1526                    | Heinrich IV. * um 1460, † 1526 regierte 1478–1526                    | Heinrich IV. * um 1460, † 1526 regierte 1478–1526                    | Heinrich IV. * um 1460, † 1526 regierte 1478–1526                    |  |  |                                                            |                                                            |                                                            |                                                            | Philipp I. * um 1476, † 1551 regierte 1494–1551            | Philipp I. * um 1476, † 1551 regierte 1494–1551            | Philipp I. * um 1476, † 1551 regierte 1494–1551 | Philipp I. * um 1476, † 1551 regierte 1494–1551 | Philipp I. * um 1476, † 1551 regierte 1494–1551                                               | Philipp I. * um 1476, † 1551 regierte 1494–1551                                               |                                                                                               |                                                                                               | Erich * 1478, † 1532 Geistlicher mit Herrschaftsbeteiligung                                   | Erich * 1478, † 1532 Geistlicher mit Herrschaftsbeteiligung                                   | Erich * 1478, † 1532 Geistlicher mit Herrschaftsbeteiligung | Erich * 1478, † 1532 Geistlicher mit Herrschaftsbeteiligung | Erich * 1478, † 1532 Geistlicher mit Herrschaftsbeteiligung              | Erich * 1478, † 1532 Geistlicher mit Herrschaftsbeteiligung              |                                                                          |                                                                          |                                                                          |                                                                          |  |  |  |  |  |  |  |  |  |  |  |  |  |  |  |  |  |  |  |  |  |  |  |  |
| Heinrich IV. * um 1460, † 1526 regierte 1478–1526                    | Heinrich IV. * um 1460, † 1526 regierte 1478–1526                    | Heinrich IV. * um 1460, † 1526 regierte 1478–1526                    | Heinrich IV. * um 1460, † 1526 regierte 1478–1526                    | Heinrich IV. * um 1460, † 1526 regierte 1478–1526                    | Heinrich IV. * um 1460, † 1526 regierte 1478–1526                    |  |  |                                                            |                                                            |                                                            |                                                            | Philipp I. * um 1476, † 1551 regierte 1494–1551            | Philipp I. * um 1476, † 1551 regierte 1494–1551            | Philipp I. * um 1476, † 1551 regierte 1494–1551 | Philipp I. * um 1476, † 1551 regierte 1494–1551 | Philipp I. * um 1476, † 1551 regierte 1494–1551                                               | Philipp I. * um 1476, † 1551 regierte 1494–1551                                               |                                                                                               |                                                                                               | Erich * 1478, † 1532 Geistlicher mit Herrschaftsbeteiligung                                   | Erich * 1478, † 1532 Geistlicher mit Herrschaftsbeteiligung                                   | Erich * 1478, † 1532 Geistlicher mit Herrschaftsbeteiligung | Erich * 1478, † 1532 Geistlicher mit Herrschaftsbeteiligung | Erich * 1478, † 1532 Geistlicher mit Herrschaftsbeteiligung              | Erich * 1478, † 1532 Geistlicher mit Herrschaftsbeteiligung              |                                                                          |                                                                          |                                                                          |                                                                          |  |  |  |  |  |  |  |  |  |  |  |  |  |  |  |  |  |  |  |  |  |  |  |  |
|                                                                      |                                                                      |                                                                      |                                                                      |                                                                      |                                                                      |  |  |                                                            |                                                            |                                                            |                                                            |                                                            |                                                            |                                                 |                                                 |                                                                                               |                                                                                               |                                                                                               |                                                                                               |                                                                                               |                                                                                               |                                                             |                                                             |                                                                          |                                                                          |                                                                          |                                                                          |                                                                          |                                                                          |  |  |  |  |  |  |  |  |  |  |  |  |  |  |  |  |  |  |  |  |  |  |  |  |
| Ernst III.(IV.) * um 1518, † 1567 regierte 1551–1567                 | Ernst III.(IV.) * um 1518, † 1567 regierte 1551–1567                 | Ernst III.(IV.) * um 1518, † 1567 regierte 1551–1567                 | Ernst III.(IV.) * um 1518, † 1567 regierte 1551–1567                 | Ernst III.(IV.) * um 1518, † 1567 regierte 1551–1567                 | Ernst III.(IV.) * um 1518, † 1567 regierte 1551–1567                 |  |  | Johann * um 1526, † 1557 Mitregent                         | Johann * um 1526, † 1557 Mitregent                         | Johann * um 1526, † 1557 Mitregent                         | Johann * um 1526, † 1557 Mitregent                         | Johann * um 1526, † 1557 Mitregent                         | Johann * um 1526, † 1557 Mitregent                         |                                                 |                                                 | Wolfgang * 1531, † 1595 regierte 1567–1595                                                    | Wolfgang * 1531, † 1595 regierte 1567–1595                                                    | Wolfgang * 1531, † 1595 regierte 1567–1595                                                    | Wolfgang * 1531, † 1595 regierte 1567–1595                                                    | Wolfgang * 1531, † 1595 regierte 1567–1595                                                    | Wolfgang * 1531, † 1595 regierte 1567–1595                                                    |                                                             |                                                             | Philipp II. * 1533, † 1596 1558 Unterhaltsleistungen, regierte 1595–1596 | Philipp II. * 1533, † 1596 1558 Unterhaltsleistungen, regierte 1595–1596 | Philipp II. * 1533, † 1596 1558 Unterhaltsleistungen, regierte 1595–1596 | Philipp II. * 1533, † 1596 1558 Unterhaltsleistungen, regierte 1595–1596 | Philipp II. * 1533, † 1596 1558 Unterhaltsleistungen, regierte 1595–1596 | Philipp II. * 1533, † 1596 1558 Unterhaltsleistungen, regierte 1595–1596 |  |  |  |  |  |  |  |  |  |  |  |  |  |  |  |  |  |  |  |  |  |  |  |  |

## Historische Landschaft

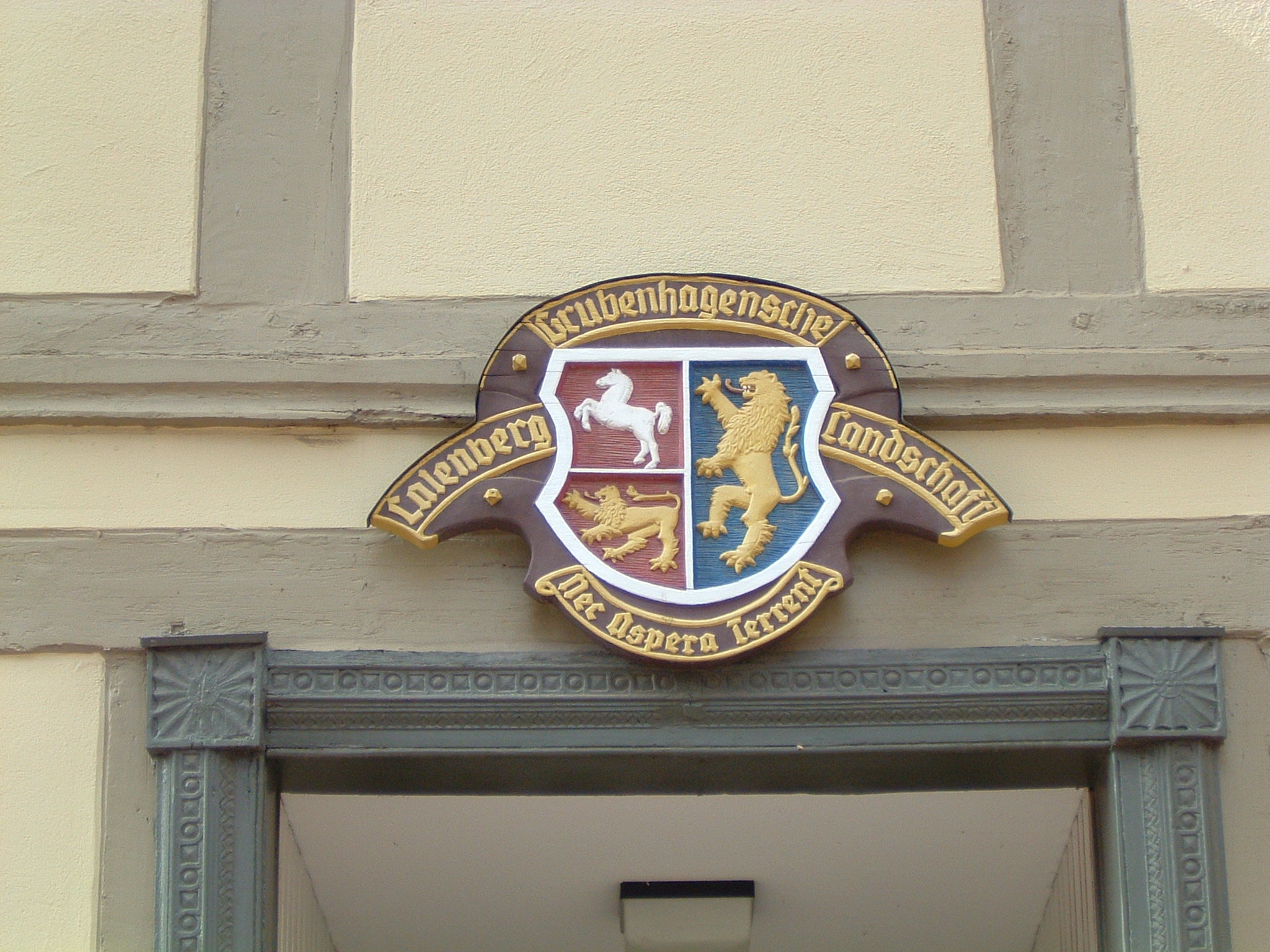
Das Wappen der Calenberg-Grubenhagenschen Landschaft an einem Gebäude in der Göttinger Innenstadt

Bis heute existiert noch die Calenberg-Grubenhagensche Landschaft mit Verwaltungssitz im Haus der Börse in Hannover. Das Wappen findet sich unter anderem an einem Gebäude in der Göttinger Innenstadt gegenüber der St. Johannis-Kirche.

## Nachwirkung
Der Name des Fürstentums Grubenhagen lebte unter anderem in der 1831 begründeten ältesten Zeitung Northeims nach. Die Göttingen-Grubenhagensche Zeitung erschien bis 1935, stand in den 1920er und 1930er Jahren der DNVP nahe und rekrutierte ihre Leserschaft vor allem aus der bäuerlichen Bevölkerung des Kreises Northeim.